# Macrozafra cophinodes
Macrozafra cophinodes är en snäckart som först beskrevs av Suter 1908.  Macrozafra cophinodes ingår i släktet Macrozafra och familjen Columbellidae. Inga underarter finns listade i Catalogue of Life.